# Communauté de communes de la Bourne à l’Isère
Die Communauté de communes de la Bourne à l’Isère ist ein ehemaliger französischer Gemeindeverband mit Rechtsform einer Communauté de communes im Département Isère, dessen Verwaltungssitz sich in dem Ort Pont-en-Royans befand. Der Name ist aus den beiden Flüssen Bourne und Isère gebildet, zwischen denen sich das Gebiet des Gemeindeverbandes erstreckte. Der Verband wurde Ende 1997 gegründet und bestand aus 12 Gemeinden auf einer Fläche von 161,6 km2.

## Aufgaben
Zu den vorgeschriebenen Kompetenzen gehörten die Entwicklung und Förderung wirtschaftlicher Aktivitäten und des Tourismus sowie die Raumplanung auf Basis eines Schéma de Cohérence Territoriale. Der Verband bestimmte die Wohnungsbaupolitik, unterhielt Kultur- und Sporteinrichtungen und förderte Veranstaltungen in diesen Bereichen. Die Abfallwirtschaft und -entsorgung sowie weitere Kompetenzen zur Wirtschaftsentwicklung waren an zwei übergeordnete Verbände abgegeben, die aus den drei Communauté de communes Chambaran Vinay Vercors, Pays de Saint-Marcellin und Bourne à l’Isère gebildet wurden.

## Historische Entwicklung
Mit Wirkung vom 1. Januar 2017 fusionierte der Gemeindeverband mit der Communauté de communes Chambaran Vinay Vercors und der Communauté de communes du Pays de Saint-Marcellin und bildete so die Nachfolgeorganisation Communauté de communes du Sud Grésivaudan.

## Ehemalige Mitgliedsgemeinden
Folgende 12 Gemeinden gehörten der Communauté de communes de la Bourne à l’Isère an:
| Gemeinde                  | Einwohner 1. Januar 2022 | Fläche km² | Dichte Einw./km² | Code INSEE | Postleitzahl |
| ------------------------- | ------------------------ | ---------- | ---------------- | ---------- | ------------ |
| Auberives-en-Royans       | 369                      | 5,1        | 72               | 38018      | 38680        |
| Beauvoir-en-Royans        | 96                       | 2,1        | 46               | 38036      | 38160        |
| Châtelus                  | 94                       | 12,3       | 8                | 38092      | 38680        |
| Choranche                 | 140                      | 10,6       | 13               | 38108      | 38680        |
| Izeron                    | 781                      | 17,2       | 45               | 38195      | 38160        |
| Pont-en-Royans            | 809                      | 2,9        | 279              | 38319      | 38680        |
| Presles                   | 100                      | 25,7       | 4                | 38322      | 38680        |
| Rencurel                  | 349                      | 34,6       | 10               | 38333      | 38680        |
| Saint-André-en-Royans     | 341                      | 10,4       | 33               | 38356      | 38680        |
| Saint-Just-de-Claix       | 1.381                    | 11,6       | 119              | 38409      | 38680        |
| Saint-Pierre-de-Chérennes | 467                      | 12,0       | 39               | 38443      | 38160        |
| Saint-Romans              | 1.849                    | 17,0       | 109              | 38453      | 38160        |